# Vienna Open 2021
Il Vienna Open 2021, noto anche come Erste Bank Open per motivi di sponsorizzazione, è stato un torneo di tennis giocato su campi di cemento al coperto. È stata la 47ª edizione del Vienna Open e faceva parte della categoria ATP Tour 500 nell'ambito dell'ATP Tour 2021. Gli incontri si sono svolti nella Wiener Stadthalle di Vienna, in Austria, dal 25 al 31 ottobre 2021.

## Partecipanti

### Teste di serie
| Nazionalità | Giocatore             | Ranking* | Testa di serie |
| ----------- | --------------------- | -------- | -------------- |
| Grecia      | Stefanos Tsitsipas    | 3        | 1              |
| Germania    | Alexander Zverev      | 4        | 2              |
| Italia      | Matteo Berrettini     | 7        | 3              |
| Norvegia    | Casper Ruud           | 9        | 4              |
| Polonia     | Hubert Hurkacz        | 10       | 5              |
| Canada      | Félix Auger-Aliassime | 12       | 6              |
| Italia      | Jannik Sinner         | 13       | 7              |
| Argentina   | Diego Schwartzman     | 14       | 8              |

* Ranking al 18 ottobre 2021.

### Altri partecipanti
I seguenti giocatori hanno ricevuto una wildcard per il tabellone principale:
- Lorenzo Musetti
- Dennis Novak
- Andy Murray

Il seguente giocatore è entrato in tabellone come special exempt:
- Ričardas Berankis

I seguenti giocatori sono passati dalle qualificazioni:

- Frances Tiafoe
- Gianluca Mager
- Alexei Popyrin
- Kevin Anderson

## Partecipanti al doppio

### Teste di serie
| Nazione     | Giocatore            | Nazione     | Giocatore     | Ranking* | Testa di serie |
| ----------- | -------------------- | ----------- | ------------- | -------- | -------------- |
| Croazia     | Nikola Mektić        | Croazia     | Mate Pavić    | 3        | 1              |
| Stati Uniti | Rajeev Ram           | Regno Unito | Joe Salisbury | 7        | 2              |
| Australia   | John Peers           | Slovacchia  | Filip Polášek | 22       | 3              |
| Colombia    | Juan Sebastián Cabal | Colombia    | Robert Farah  | 27       | 4              |

* Ranking aggiornato al 18 ottobre 2021.

### Altri partecipanti
Le seguenti coppie hanno ricevuto una wildcard per il tabellone principale:
- Feliciano Lopez /  Stefanos Tsitsipas
- Oliver Marach /  Philipp Oswald

La seguente coppia è passata dalle qualificazioni:
- Alexander Erler /  Lucas Miedler

## Punti e montepremi
| Torneo              | V        | F       | SF      | QF      | 2T      | 1T      | Q    | Q2     | Q1     |
| Singolare           | 500      | 300     | 180     | 90      | 45      | 0       | 20   | 10     | 0      |
| Premi in denaro (€) | €125 520 | €92 740 | €66 040 | €44 965 | €28 105 | €16 160 | N.D. | €7 445 | €3 935 |
| Doppio              | 500      | 300     | 180     | 90      | N.D.    | 0       | N.D. | N.D.   | N.D.   |
| Premi in denaro (€) | €44 340  | €33 370 | €24 000 | €15 820 | N.D.    | €9 950  | N.D. | N.D.   | N.D.   |

## Campioni

### Singolare
Alexander Zverev ha sconfitto in finale  Frances Tiafoe con il punteggio di 7-5, 6-4.
- È il diciottesimo titolo in carriera per Zverev, il quinto della stagione.

### Doppio
Juan Sebastián Cabal /  Robert Farah hanno sconfitto in finale  Rajeev Ram /  Joe Salisbury con il punteggio di 6-4, 6-2.